# Aloysius Franciscus Xaverius Luyben
Aloysius Franciscus Xaverius Luyben (Waalwijk, 20 januari 1818 – 's-Hertogenbosch, 9 juni 1902) was de zoon van Johannes Luyben en na diens dood zijn opvolger als Tweede Kamerlid voor het kiesdistrict 's-Hertogenbosch.
Luyben behoorde tot de meer conservatieve rooms-katholieken, en was dus geen zogenaamde papo-liberaal. Na eerst het ministerschap van Justitie te hebben geweigerd, werd hij in 1868 wel minister voor de RK-Eredienst in het kabinet-Van Zuylen van Nijevelt. Nadien werd hij weer Tweede Kamerlid en later tevens burgemeester van 's-Hertogenbosch.
Luyben sprak in de Tweede Kamer onder meer over buitenlandse zaken, financiën, justitiële onderwerpen, onderwijs en Noord-Brabantse aangelegenheden. Hij behoorde in 1860 tot de conservatieve minderheid die vóór de begroting van Koloniën van minister Rochussen stemde. Hij stemde in 1866 tegen de motie-Keuchenius en in 1867 vóór de begroting van Buitenlandse Zaken.
In de laatste jaren van zijn politieke loopbaan en daarna was hij van 1877 tot aan zijn overlijden lid van de Raad van State in buitengewone dienst. Ook was hij van 1880 tot 1883 rechter bij de rechtbank 's-Hertogenbosch en vervolgens van 1883 tot 1893 raadsheer van het gerechtshof 's-Hertogenbosch.
- Biografisch Portaal: 03543028
- Digitale Bibliotheek voor de Nederlandse Letteren: luyb001
- Gemeinsame Normdatei: 1157715184
- Parlement.com: vg09ll31g3x7
- Virtual International Authority File: 238152636069220051532